# Mbombe
Mbombe — семейство колёсных бронемашин с усиленной противоминной защитой производства южноафриканской компании Paramount Group. Mbombe обеспечивает защиту IV уровня по методике STANAG 4569: от пуль Б-32 патрона 14,5×114 мм, выпущенных из пулемёта КПВТ на дистанции 200 метров. Конструкция бронемашины позволяет выдерживать подрыв противотанковой мины фугасного действия (масса заряда 10 кг взрывчатого вещества) при наезде колесом или взрыв мины под днищем.

## Операторы
- ЮАР
- Mbombe-8 Официально не Принята на Вооружение ЮАР, Имеется лишь 1 Опытный образец
- От 1 до 5 единиц Mbombe-6. Официально не Принята на Вооружение, имеются лишь Опытные Образцы
- Mbombe-4 Проходит Испытания в ЮАР и Машина в Скором времени может быть Принята на Вооружение ЮАР. Пока что имеются Опытные образцы в количестве от 5 до 15 единиц
- Казахстан
- Представлена лицензированная версия под названием "Барыс" производство компании KPE
  - Барыс 4х4 (Mbombe 4) — планируется лицензионное производство
  - Барыс 6х6 (Mbombe 6) — Неизвестное количество «Барыс 6х6» (лицензионный вариант Mbombe-6)
  - Барыс 8х8 (Mbombe 8) — 1 Опытный образец «Барыс 8х8» (лицензионный вариант Mbombe-8) по состоянию на 2023 год. Госзаказ на 11 единиц[3]
- Иордания
- от 25 до 50 единиц «Mbombe-6»
- Индия
- 80 единиц «Kalyani M-4». (Kalyani M-4 является Индийской модификацией Mbombe-4)

## Модификации/Версии
- Mbombe 8 - Бронетранспортёр с колёсной формулой 8х8. Боевая масса Машины 30 тонн, но при своём Приличном весе, БТР способен развивать скорость в 100 км/ч.
- Mbombe 6 - Боевая Колёсная Машина с Противоминной защитой. Имеет вес в 17 тонн и способен развивать скорость в 100 км/ч. Машина Предлагается в Различных вариантах:  Бронетранспортёр, Самоходный Миномёт, Машина огневой поддержки, Командно-Штабная и Санитарная машина, а так же Носителем ПТРК и носителем ПЗРК.
- Mbombe 4 - Новейшая 4 колёсная Бронемашина класса MRAP. Имеет вес в 16-17 тонн и способен развивать скорость в 140 км/ч